# Turnera collotricha
Turnera collotricha là một loài thực vật có hoa trong họ Lạc tiên. Loài này được Arbo miêu tả khoa học đầu tiên năm 1981.